# The Scaffold (gruppo musicale)
The Scaffold sono stati un gruppo musicale inglese di musica pop umoristica.

## Storia del gruppo
Gli Scaffold vennero fondati a Liverpool negli anni sessanta ed erano composti da Roger McGough, Mike McCartney, fratello dell'ex Beatle Paul McCartney, e John Gorman. I loro maggiori successi sono le novelty Thank U Very Much (1967) e Lily the Pink (1968), che sembra ispirata a Lydia Pinkham, divenuta celebre per i suoi tonici destinati alle donne. Gli Scaffold cessarono la loro attività negli anni settanta.

## Formazione
- Roger McGough – voce
- Roger McGough – voce
- John Gorman – voce

## Discografia

### Album in studio
- 1968 – Thank U Very Much
- 1975 – Sold Out

### Album dal vivo
- 1968 – Live at the Queen Elizabeth Hall

### Singoli
- 1966 – 2 Day's Monday
- 1966 – Goodbat Nightman
- 1967 – Thank U Very Much
- 1968 – Do You Remember?
- 1968 – 1–2–3
- 1968 – Lily the Pink
- 1969 – Charity Bubbles
- 1969 – Ging Gan Goolie